# 5322 Ghaffari
5322 Ghaffari este o planetă minoră (asteroid), cu un diametru de 11,052 km, din centura de asteroizi. A fost descoperită pe 26 august 1986 la Observatorul La Silla de Henri Debehogne. 
Obiectul prezintă o orbită caracterizată de o semiaxă mare de 2,8604664 UAi, o excentricitate de 0,0087211, o înclinație de 3,29403 ° în raport cu ecliptica.